# Pierre Séguier
Pierre Séguier (Parigi, 28 maggio 1588 – Saint-Germain-en-Laye, 28 gennaio 1672) è stato un politico e magistrato francese, membro dell'Académie française, nella quale occupò per primo il seggio numero 1.

## Biografia

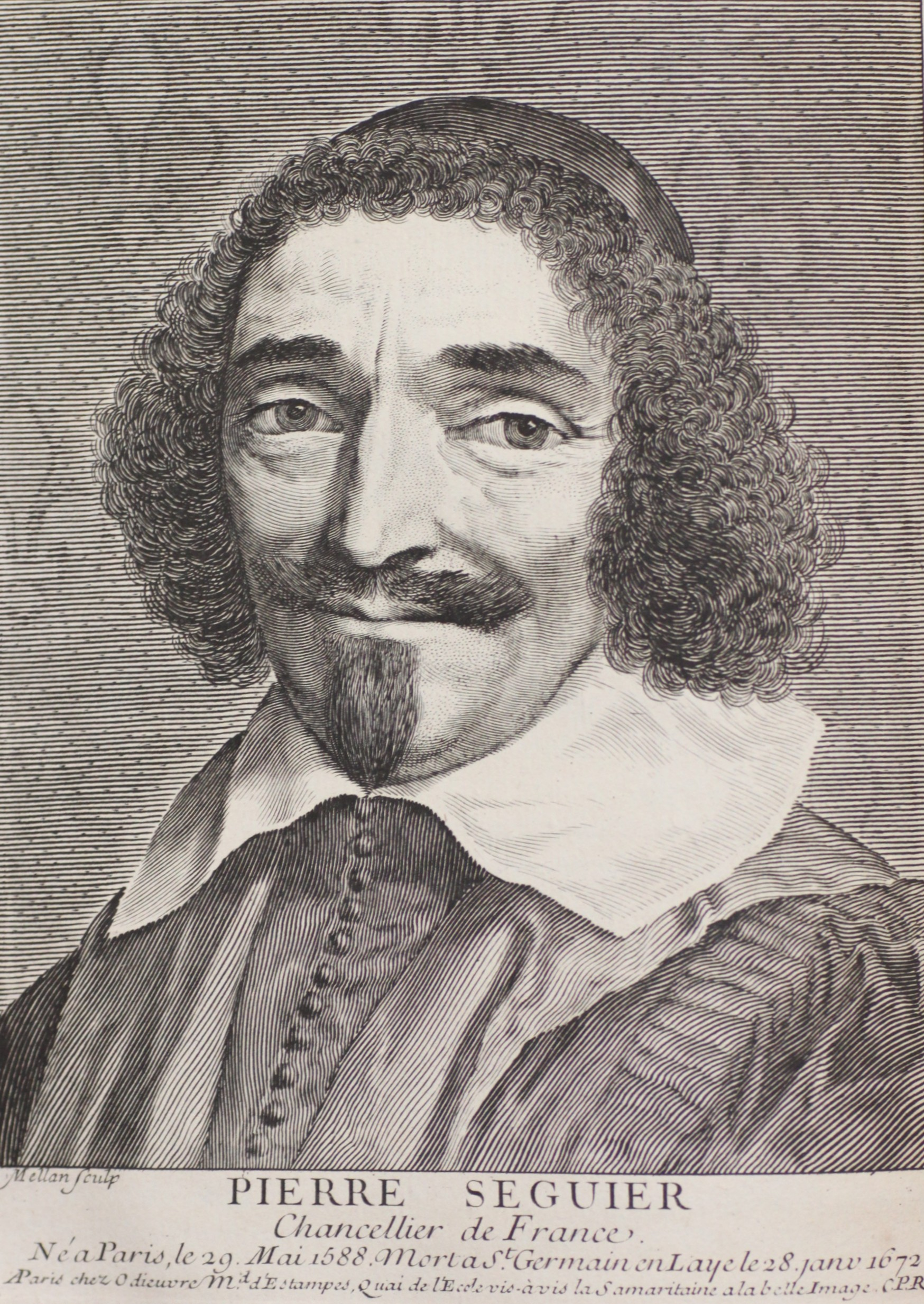
Pierre Séguier in un'illustrazione tratta dallHistoire du règne de Louis XIV di Simon Reboulet, Avignone, 1744

Erede di un'importante famiglia di giuristi originaria di Quercy (il nonno era Pierre I Séguier, un noto magistrato), dopo avere studiato al Collège Henri-IV de La Flèche nel 1620 divenne maître des requêtes. Dal 1621 al 1624, fu intendant in Guienna, dove si legò strettamente al duca di Épernon.
Dopo essere stato consigliere del Parlamento di Parigi, nel 1624 diventò président à mortier, carica che mantenne fino al 1633, quando la rivendette. Il 28 febbraio
1633 fu nominato Guardasigilli nel governo di Richelieu e due anni dopo, il 19 dicembre 1635, prestò giuramento come cancelliere. Seppur rimanendo nell'ombra a causa delle personalità forti di Richelieu e Mazarino, Séguier giocò un ruolo fondamentale nella continuità delle politiche di centralizzazione e nella trasformazione del governo in un modello che successivamente sarebbe stato definito assolutista. A lui si deve l'istruzione di processi celebri come quello a carico di Enrico di Cinq-Mars nel 1642 o di Nicolas Fouquet nel 1661. Il 4 dicembre 1634, inoltre, Séguier pose il sigillo le Lettere patenti dell'Académie française.
A partire dal 1631, diventò mecenate e protettore ufficiale del pittore Charles Le Brun, finanziandogli la permanenza a Roma fra il 1642 e il 1645 per permettergli di studiare belle arti. Le Brun fu finanziato da Séguier finché, nel 1662, divenne il primo pittore di Luigi XIV. Il pittore lo ritrasse in un suo celebre dipinto, Le Chancelier Seguier, e alla sua morte organizzò per lui un fastoso funerale attraverso l'Académie royale de peinture et de sculpture.
Nel 1639 fu chiamato a contrastare la rivolta dei Piedi Scalzi, scoppiata in Normandia a causa della decisione del re Luigi XIII di estendere la tassazione delle gabelle all'intero territorio francese, e organizzò una repressione molto dura, giustiziando numerosi rivoltosi.

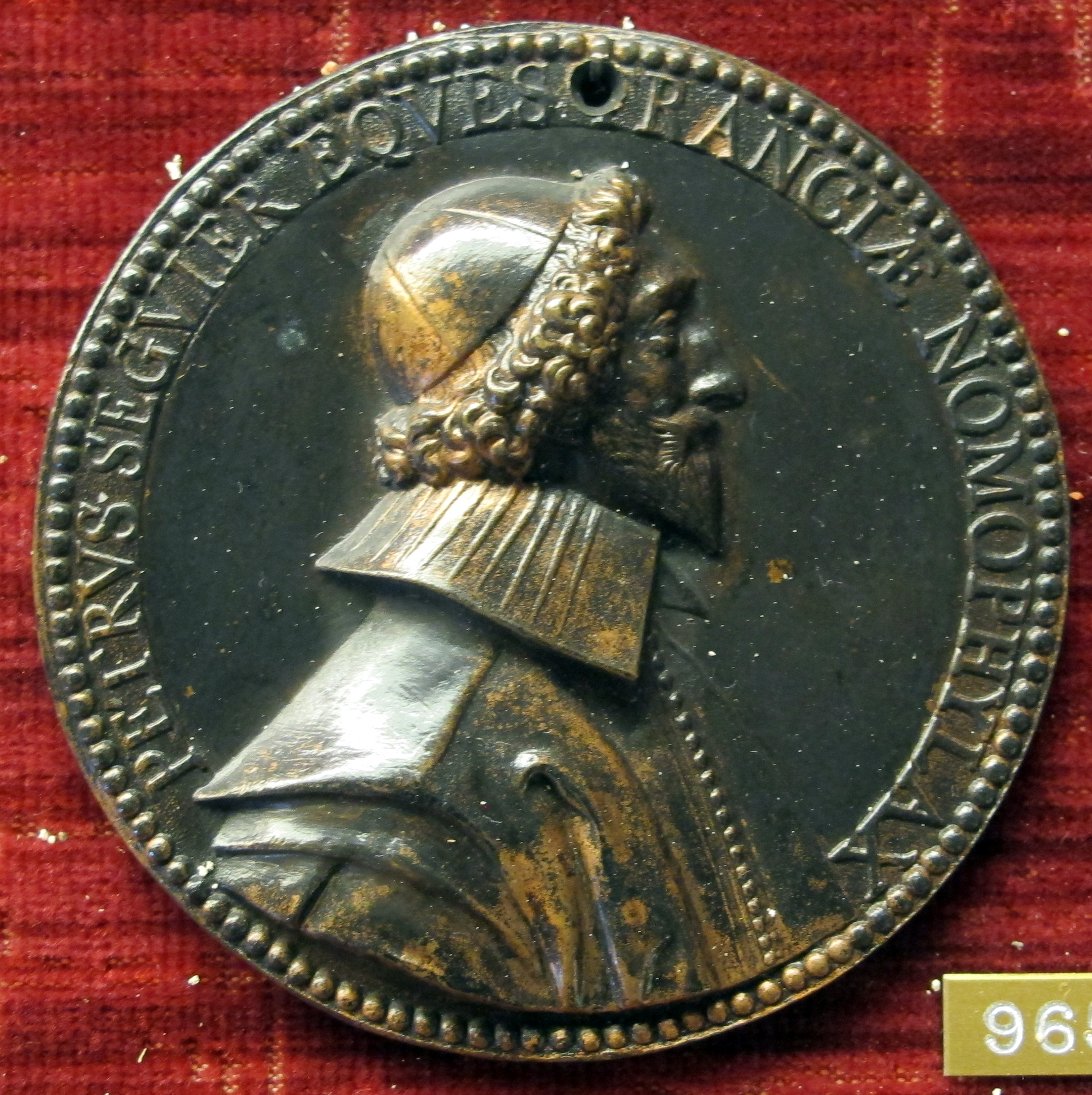
La medaglia commemorativa della nomina a guardasigilli realizzata da Jean Warin nel 1633

Dopo la morte di Richelieu, nel 1642, Séguier divenne il protettore dell'Académie française, della quale era membro a partire dal 1635, appena un anno dopo la fondazione dell'istituzione. Dal 1639, inoltre, le riunioni dell'Académie si tennero a casa sua.
Legato al cardinale Mazarino, fu uno dei fautori dell'ascesa di Anna d'Asburgo alla reggenza, avvenuta nel 1643: fu infatti lui a influenzare il Parlamento perché ignorasse il testamento di Luigi XIII. Quando Mazarino fu chiamato a guidare il governo, Séguier incassò la ricompensa per la fedeltà al nuovo primo ministro ottenendo la nomina a ministro di Stato.
Nel 1652, durante la Fronda, si unì ai nobili insorti e divenne membro del loro consiglio, ma poi, in agosto, tornò con il re a Pontoise in agosto e divenne presidente del Consiglio reale. A causa di questa vicenda perse la carica di guardasigilli, che però riottenne nel 1656, alla morte di Mathieu Molé. Dopo la morte di Mazarino, nel 1661, fu emarginato politicamente ad opera di Jean-Baptiste Colbert. Nel 1666 fu nominato alla guida della commissione chiamata a semplificare l'organizzazione della polizia, e in particolare di quella di Parigi. Di conseguenza, fu lui a scrivere le ordinanze del 1667 e del 1670 sull'amministrazione della giustizia.